# Springfield (Fermanagh)
Springfield es una localidad situada en el condado de Fermanagh de Irlanda del Norte (Reino Unido), con una población en 2011 de 73 habitantes.
Se encuentra cerca del lago Erne y de la frontera con República de Irlanda, y al oeste de Belfast —la capital de Irlanda del Norte— y del lago Neagh, el mayor de las islas británicas.

## Distancia de Springflield
Distancia (en kilómetro) entre Springfield y las ciudades más grandes de Reino Unido.
| Londres 600 km   | Bristol 474 km              | Birmingham 439 km |
| Leeds 407 km     | Glasgow 273 km el más cerca | Sheffield 424 km  |
| Bradford 394 km  | Mánchester 373 km           | Edinburgh 336 km  |
| Liverpool 328 km | Cardiff 443 km              | Wakefield 413 km  |

## Ciudades y pueblos cercanos de Springflied
| Ballycassidy 3.2 km  | Trory 3.4 km          | Monea 3.9 km       |
| Killadeas 4.8 km     | Blaney 5.2 km         | Enniskillen 6.4 km |
| Derrygonnelly 6.9 km | Ballinamallard 7.3 km | Boho 7.9 km        |
| Letterbreen 9.5 km   | Lisnarick 9.5 km      | Irvinestown 9.7 km |